# Léman (departement)
Léman is een voormalig Frans departement dat bestond van 25 augustus 1798 tot 31 december 1813. De hoofdstad was Genève.

## Geschiedenis
Het werd in 1798 samengesteld uit de door Frankrijk ingelijfde Republiek van Genève, het Land van Gex van het departement Ain en de arrondissementen Bonneville en Thonon-les-Bains in het noordelijke deel van het departement Mont-Blanc.
In 1800 werden ook de kantons Chamonix, Saint-Gervais, Megève, Flumet en Sallanches in het Mont Blanc-massief toegevoegd. Sinds 1800 werd het departement onderverdeeld in drie arrondissementen:
- Genève
- Bonneville
- Thonon-les-Bains

Genève verkreeg zijn onafhankelijkheid in 1813 en werd op 31 december 1815 lid van de Zwitserse Confederatie. Het land van Gex keerde na Napoleons nederlaag terug naar het departement Ain, terwijl de Savoye terugkeerde naar het Koninkrijk Sardinië. In 1860 zou deze streek opnieuw aan Frankrijk worden afgestaan en opgenomen worden als de departementen Savoie en Haute-Savoie.
- Historisch woordenboek van Zwitserland: 008641
- Virtual International Authority File: 136613693
- WorldCat: E39PBJt3XHdrDxTm9Bmh8D8grq